# Walter Blount, I barón de Mountjoy

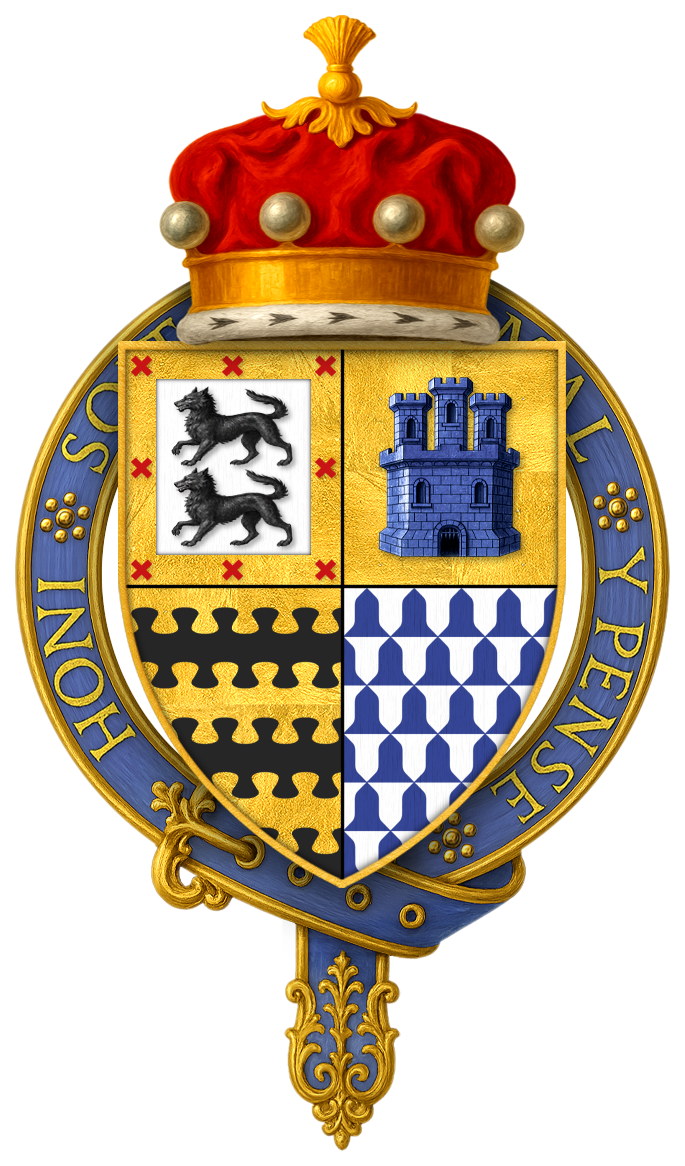
Escudo de armas

Walter Blount, I barón de Mountjoy, KG (circa 1416 - 1 de agosto de 1474) fue un político y un miembro de la nobleza inglesa.

## Primeros años y familia
Walter Blount nació alrededor de 1416, siendo el hijo mayor de Sir Thomas Blount (1378-1456) y Margery Gresley, y nieto de Sir Walter Blount.

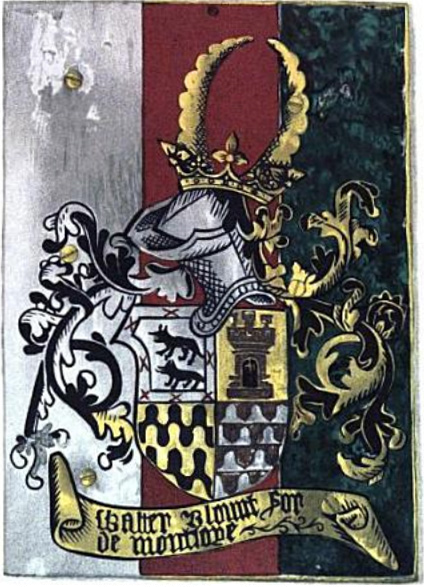
Placa de liga de Walter Blount, primer barón Mountjoy, KG, Capilla de San Jorge, Castillo de Windsor

## Carrera
Fue nombrado Mayordomo del High Peak en Derbyshire y se convirtió en un acérrimo rival de las familias locales Vernon y Longford, reemplazando a los Vernons en el parlamento como el Caballero del Condado (1447, febrero de 1449, 1450-51, 1453-54, 1455-56, 1460-61) para Derbyshire. Sucedió a su padre, Sir Thomas Blount, como Tesorero de Calais en 1460, convirtiéndose en gobernador un año después como recompensa por los servicios prestados al Rey Eduardo IV en la Batalla de Towton. Eduardo le otorgó en 1467 ricas propiedades en Devon confiscadas por el Conde de Devon; y en 1465 Blount fue nombrado Lord Alto Tesorero y creado Barón Mountjoy. Esta creación es notable como uno de los primeros ejemplos de un título baronil que no tiene carácter territorial, ni es el título de una dignidad ya existente. El bisabuelo de Blount se había casado con Isolda, hija y heredera de Sir Thomas de Mountjoy, y probablemente se eligió el título para conmemorar esta alianza.
Fue nombrado Caballero de la Orden de la Jarretera en 1472.
A su muerte el 1 de agosto de 1474 en Greyfriars, Londres, su nieto Edward Blount, II Barón Mountjoy heredó su título. Su hijo mayor (y padre de Edward), Sir William Blount, había sido asesinado en la Batalla de Barnet en 1471.

## Matrimonios e hijos
Mountjoy se casó primero con Helena Byron, hija de John Byron (fallecido en 1450), Lancashire, con quien tuvo cuatro hijos y dos hijas.
- William Blount, hijo mayor y heredero, quien murió en 1471 a causa de heridas recibidas en la Batalla de Barnet.
- John Blount, III barón de Mountjoy, segundo hijo.
- James Blount, tercer hijo.
- Edward Blount.Anne Blount.
- Elizabeth Blount.

En noviembre de 1467, Mountjoy se casó en segundas nupcias con Anne (de soltera Neville), viuda de Humphrey Stafford, I Duque de Buckingham (fallecido en 1460), e hija de Ralph Neville, I Conde de Westmorland.